# إميليا كوران
إميليا كوران هي ملحنة ومغنية مؤلفة ومنتجة أسطوانات كندية، ولدت في 1979 في سانت جونز في كندا.

## وصلات خارجية
- الموقع الرسمي
- إميليا كوران على موقع IMDb (الإنجليزية)
- إميليا كوران على موقع ميوزك برينز (الإنجليزية)
- إميليا كوران على موقع أول ميوزيك (الإنجليزية)
- إميليا كوران على موقع ديسكوغز (الإنجليزية)